# Joaquín Manuel de Alba
Joaquín Manuel de Alba fue un político español.

## Reseña biográfica
Jefe Político.
Del 28 de octubre de 1838 al 17 de enero de 1839 fue Presidente de la Diputación Provincial de Zaragoza.
Por Real Decreto de 10 de enero fue nombrado Jefe Político de Sevilla.
EI 17 de enero abandonó Zaragoza para tomar posesión de su nueva jefatura.
| Predecesor: Fernando de Roxas | Presidente de la Diputación Provincial de Zaragoza 28 de octubre de 1838-17 de enero de 1839 | Sucesor: Dionisio de Echegaray |